# Ahmose-Henoettamehoe
Ahmose-Henoettamehoe (Oudegyptisch voor: Kind van de maan - Meesteres van Beneden-Egypte) was een oud-Egyptische prinses en later koningin uit de late 17e vroeg 18e dynastie, die naast Ahmose I heerste in het Nieuwe Rijk.

## Familie
Ahmose-Henoettamehoe was een dochter die Ahmose-Inhapi van haar broer-gemaal Seqenenre Tao II had. Waarschijnlijk was zij zelf in de echt verbonden met haar halfbroer Ahmose I, gezien haar titels, waaronder 'koninklijke vrouwe' (hmt-nisw), grote koninklijke vrouwe (hmt-niswt-wrt), koninklijke dochter (s3t-niswt) en koninklijke zuster (snt-niswt).. Ahmose-Henuttamehu was een halfzuster van de grote koninklijke vrouwe en godsvrouw van Amon Ahmose-Nefertari.

## Leven en begrafenis
Er is niet veel over Ahmose-Henoettamehoe in leven bekend. De koningin wordt vermeld op een stele die wordt afgeschilderd in Lepsius' Denkmahler.

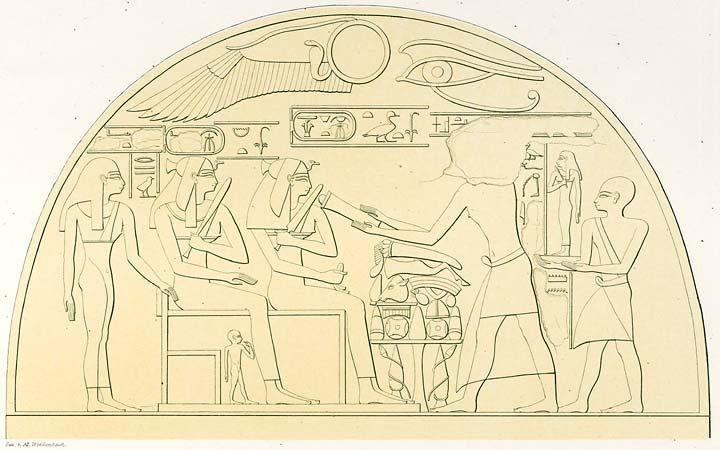
Ahmose-Henoettamehoe samen met een andere hofdame - mogelijk haar moeder Ahmose-Inhapi - achter haar.

De mummie van Ahmose-Henoettamehoe werd in 1881 in haar eigen sarcofaag in graftombe DB320 ontdekt en bevindt zich thans in het Egyptisch Museum in Caïro. Het stoffelijk overschot werd door Gaston Maspero onderzocht in december 1882. Henoettamehoe was oude dame toen zij stierf, met een versleten gebit. Er stonden citaten uit het Egyptisch Dodenboek op de bandages van de mummie. Zij werd waarschijnlijk bij haar moeder begraven, haar mummie werd samen met andere mummies na het bewindsjaar 11 van Shoshenq I naar DB320 gebracht.
Ahmose-Henuttamehu staat in de lijst van koninklijke voorouders die vereerd werden in de 19e dynastie van Egypte. Zij komt eveneens voor in de tombe van Khabekhnet in Thebe. In de rij bovenaan staat prins Ahmose-Sipair links, en Ahmose-Henoettamehoe staat als vierde dame van links afgebeeld, na de Godsvrouw en Vrouwe van de twee landen Ahmose, en de koninklijke vrouwe Tures.

## Titels

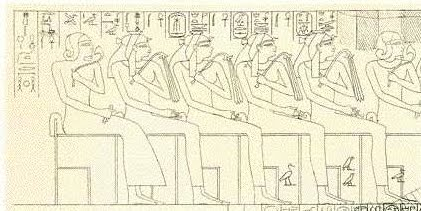
Prins Sipair, een onbekende koninklijke dame, koningin Ahmose, koningin Tures, en koningin Henoettamehoe - Tombe van Khabeknet in Thebe.

Ahmose-Henoettamehoe droeg de titels:
- Koninklijke dochter
- Koninklijke zuster
- Koninklijke vrouwe
- Grote koninklijke vrouwe
- Meesteres van Beneden-Egypte